# امغلدن
امغلدن (به عربی: أمغلدن) یک منطقهٔ مسکونی در الجزایر است که در ثنیه واقع شده‌است. امغلدن ۵ کیلومتر مربع مساحت دارد ۴۰۰ متر بالاتر از سطح دریا واقع شده‌است.